# Ol Kainry
Ol Kainry, de son vrai nom, Freddy Kpadé, est un rappeur français d'origine béninoise, né le 28 mars 1980 à Evry dans l'Essonne. En 2001, il prépare et publie un EP de sept titres intitulé En attendant.... En 2002, il forme avec Jango Jack et Kamnouze le groupe Factor X.
En 2010, Ol Kainry revient avec un album, intitulé Iron Mic et un premier extrait clippé, La faucheuse. À de nombreuses reprises reportée, la sortie d'Iron Mic est finalement prévue pour le 20 septembre 2010. Trois autres extraits d'Iron Mic sont sortis : le premier Belek en featuring avec Dry, le deuxième étant Phone Game en featuring avec Kennedy, clippé, et le troisième qui est Sexy, Legging et Louboutin où le rappeur utilise le vocoder. La vidéo Sexy, Legging et Louboutin crée des problèmes au rappeur. Christian Louboutin porte plainte contre le rappeur à la suite de l'usage de contrebandes de ses chaussures dans le clip.
En 2016, il publie une nouvelle mixtape intitulée Superman noir en avril 2016.

## Biographie

### Jeunesse et débuts
D'origine béninoise, Ol Kainry, Freddy Kpadé de son vrai nom, est originaire de la banlieue sud de Paris, plus précisément de la ville de Courcouronnes et du quartier du Canal. Il commence le rap à la fin de 1995 à l'âge de 15 ans avec son groupe formé d'amis d'enfance béolien appelé l'Agression Verbale (Rismo, Ricardo, Georgetown & Honers (L'infâme)). Encore mineurs, Freddy et les autres membres du groupe signent en 1997 un contrat avec un jeune label indépendant créé la même année par Kodjo, un « grand » du quartier, Nouvelle Donne Music.
La même année, Kodjo, le fondateur du label réalise une première compilation appelée Nouvelle Donne, sur laquelle Agression Verbale fait l'une de ses premières apparitions sur disque, avec le titre Illusions, en collaboration avec le rappeur Driver. Ce titre qui sera également clippé, permet au groupe de réellement se faire connaître en dehors du 91, département d'où les membres sont tous originaires.[réf. souhaitée] en 1998, le groupe publie un EP de 10 titres intitulé Ce n'est que le début sur lequel figure un remix du titre Illusions. En 1999, Ol Kainry est incarcéré à 19 ans à Fleury pendant plusieurs mois. Il écrit sur l'environnement et l'atmosphère dans lesquels il évolue. Sa peine effectuée, il sort à la fin de l'année puis se remet dans la musique avec les membres de son groupe.

### Premiers solos et succès (2000–2001)
En 2000, Agression Verbale sort chez Nouvelle Donne un maxi intitulé Enterrés vivants. Cette même année, Kodjo prévoit de sortir un projet regroupant la plupart des artistes de son label. À cette période, les membres du groupe s'éloignent peu à peu de la musique en raison des différentes activités de certains (basket-ball) et de certaines condamnations par la justice. Ol Kainry décide de poursuivre son chemin dans le rap seul. Kodjo qui aimerait le voir sur son cd, lui demande un titre. Très rapidement, le jeune rappeur d'Évry qui choisit Ajevi pour la prod, termine de composer un titre qu'il avait commencé à écrire en prison : Abattu du vécu. Le morceau apparaît sur Nouvelle Donne Collector aux côtés d'un morceau de Disiz intitulé J'pète les plombs.
L'année suivante, en 2001, le MC prépare et publie un EP de sept titres intitulé En attendant.... Avant de le sortir, il a le sentiment que son morceau Abattu du vécu peut avoir encore plus de succès et il l'intègre dans son album. Ol Kainry signe chez Universal Music pour la réalisation de son premier album solo Au-delà des apparences, publié le 6 novembre 2001. La sortie de l'album est accompagnée du single et du clip Lady avec en featuring : Jango Jack, artiste signé chez Nouvelle Donne. Avec des sons comme Qui veut, le remix avec Busta Flex, Passi, Lino et Le Rat Luciano, le deuxième single Frédéric avec la participation dans le clip de Wouilo, Smatch ça avec Buckshot (du groupe Black Moon), Milieu carcéral ou encore Pulsions meurtrières avec Lino en featuring, l'album obtient un succès à la fois critique et commercial avec un peu plus de 80 000 exemplaires vendus[réf. nécessaire].

### Factor X et deuxième album (2002–2007)
Kodjo veut fêter les cinq ans de Nouvelle Donne en rassemblant des artistes de son label. Il propose alors à Ol Kainry, à Jango Jack et à Kamnouze, un autre rappeur du label, de faire une formation et de sortir un album. Les trois artistes prennent alors le nom Factor X en 2002 : Entretien avec un empire,. Avec Entre deux mondes et Boom boom ayant beaucoup tourné en radio et à la télé, l'album devient disque d'or avec plus de 100 000 ventes[réf. nécessaire].
Après cet opus, Ol Kainry publie son deuxième album solo, Les chemins de la dignité, le 16 mars 2004 ; il fait participer Agression Verbale et Soprano sur le morceaux Rap Game. Le rappeur Raekwon du Wu-Tang Clan est présent sur cet album avec le son De Park Hill à 91 Pise (clip réalisé par John Gabriel Biggs). S'ensuit une tournée dans toute la France. Son deuxième album solo se vend à plus de 50 000 exemplaires[réf. nécessaire]. Dans la foulée, Ol Kainry et ses acolytes du Factor X rebaptisé Facteur X reviennent avec un deuxième album, Le bon, la brute et le truand, publié à la fin de l'année. Contrairement au premier, cet album ne se vend pas énormément et ne fait pas beaucoup parler de lui, mis à part le morceau Pom pom pom qui passe beaucoup à la télé et à la radio.
Peu de temps après, Ol Kainry croise la route du rappeur Dany Dan, des Sages poètes de la rue, qui vient d'arriver chez Nouvelle Donne. Fan du rappeur depuis de nombreuses années et Dany Dan ayant cherché à le rencontrer dès son arrivée dans le label, le courant passe très bien entre les deux MCs. Ils décident alors de faire un son, puis deux, puis trois, jusqu'à partir pour un projet complet à deux épaulé par le producteur Dave Daivery. Partis pour faire une mixtape, Ol Kainry et Dany Dan qui font écouter leurs morceaux à leur entourage changent d'avis quand leurs potes leur disent que leur projet est du niveau d'un album. Ils publient en octobre 2005, un album commun portant leurs noms. Le morceau phare de l'album est Crie mon nom (titre repris du quatrième son du premier EP d'Ol Kainry) et en particulier le remix avec Alibi Montana, Nubi et Sefyu en featuring.
Il enregistre le titre "Héros" en featuring Myma Mendhy pour la bande originale du film Les Quatre Fantastiques et le Surfer d'argent
Après un épisode en duo s'avérant concluant, Ol Kainry de retour en indépendant prépare son retour solo en 2007. Surnommé Demolition Man, le rappeur d'Évry pose ce nom sur son troisième album qu'il publie le 5 novembre 2007. Je peux dead avec B-La et surtout Jamais, deux morceaux de l'opus, rencontrent un bon succès auprès du public avec un score d'environ 20 000 exemplaires vendus[réf. nécessaire].

### Sexy, Legging et Louboutin(2010)
Trois ans plus tard, en 2010, Ol Kainry revient avec un album, intitulé Iron Mic et un premier extrait clippé, La faucheuse. À de nombreuses reprises reportée, la sortie d'Iron Mic est finalement prévue pour le 20 septembre 2010. Trois autres extraits d'Iron Mic sont sortis : le premier Belek en featuring avec Dry, le deuxième étant Phone Game en featuring avec Kennedy, clippé, et le troisième qui est Sexy, Legging et Louboutin où le rappeur utilise le vocoder.
La vidéo Sexy, Legging et Louboutin crée des problèmes au rappeur. Christian Louboutin porte plainte contre le rappeur à la suite de l'usage de contrebandes de ses chaussures dans le clip,. Après une première instance au tribunal de grande instance de Paris, la sortie du projet Iron Mic est annulée, le jugement devant être rendu le 20 octobre 2010,. Finalement passé du format simple au double CD et ne contenant plus le morceau ayant suscité la polémique, Iron Mic 2.0 est publié le 13 décembre 2010. L'album est bien accueilli, et est classé 130e du top 100 français ; Iron Mic 2.0 se vend entre une dizaine et quinzaine de milliers d'exemplaires[réf. nécessaire]. À la fin de l'année, Ol Kainry et Jango Jack (ainsi que Wilaxxx pour le clip et le délire autour du son) réalisent un remix du titre Kush de Dr. Dre, Snoop Dogg et Akon titré Pavanons-nous.

### Soyons fousetDyfrey(2011–2015)
En 2011, Ol Kainry apparaît sur le titre À toute vitesse avec Dostan Malicia MC (MTK Soldiers) et FTK extrait du street-album de MTK Soldiers, La Krashtape. La même année, le MC du 91 s'allie à nouveau avec Jango Jack pour réaliser un projet commun. Le 3 octobre 2011 sort l'album Soyons fous promu par le single Champagnons. À la fin de l'année 2012, l'artiste annonce l'arrivée de son cinquième album solo nommé Dyfrey pour 2013, dont La volonté du feu, morceau clippé, en est le premier extrait. Quelques mois plus tard, un deuxième extrait de l'album, Nègre en selle, est lancé, le titre du son et le clip faisant penser au film Django Unchained, publié en décembre 2012.[réf. nécessaire]
En 2013, un troisième extrait est envoyé, Rétrofutur Flow, avec Youssoupha en featuring. L'album Dyfrey est publié le 30 septembre 2013. Dans une vidéo, Ol'Kainry révèle que des t-shirts sont présents dans l'édition collector de l'album, ainsi que cinq coupons cachés offrant la possibilité à ceux qui les trouve de participer à une séance studio du rappeur et de Dany Dan pour leur prochain album commun qui doit sortir en 2014. En mars 2014, le clip Déglingos est le premier extrait de leur projet, presque dix ans après le premier. Bien accueilli par le public[réf. nécessaire], les deux rappeurs enchaînent les extraits avec deux freestyles (#ALaMéthod, #YoMTVRap) et le morceau Classic Shit sur lequel posent Tito Prince, Busta Flex, Disiz et Lino, les seuls featurings de l'album. 
L'opus sortant le 12 mai 2014, Ol Kainry et Dany Dan annoncent qu'ils feront un gros concert au Nouveau Casino le 10, soit deux jours avant la sortie de l'album. Ce concert qui comptait comme invités  Zoxea et Melopheelo pour la formation des Sages Poètes de la Rue, verra également renaître le temps d'un soir le trio Factor X. Comme prévu, l'album commun intitulé Saison 2, arrive dans les bacs le 12 mai avec dans les jours qui suivent, le clip du son Classic Shit qui ne comptait pas Tito Prince et Disiz alors indisponibles pour le clip.

### Superman noir(depuis 2016)
Au début de 2016, il publie trois chansons Rap torse nu, Bangala et Clubber Lang, annonçant une nouvelle mixtape.. Sa nouvelle mixtape, intitulée Superman noir est publié en avril 2016, et compte en début de mois 485 exemplaires vendus.

## Discographie
```
2023 : Noble Art
```

## Clips
- 1997 : Avec Agression Verbale et Driver - Illusions - 7e titre de la compilation Nouvelle Donne Vol.1
- 2001 : L'engrenage - 2e titre de l'EP En attendant...
- 2001 : Lady (avec Jango Jack)/Qui veut - 5e et 1er titres de l'album Au-delà des apparences
- 2002 : Frédéric - 4e titre de l'album Au-delà des apparences
- 2002 : Avec Factor X - Entre deux mondes - 2e titre de l'album Entretien avec un empire
- 2003 : Avec Factor X - Boom, Boom - 14e titre de l'album Entretien avec un empire
- 2004 : Kery James - Relève la tête (avec Big Brother Hakim, Lino, AP, Kamnouze, Blacko, Disiz, Manu Key, Passi, Habiba, Eloquence, Pit Baccardi, Jerry Da Funk Killa, Jacky Brown, Busta Flex, Le Rat Luciano, Teddy Corona, Jango Jack, Diam's, Leeroy, Ol Kainry, Matt Houston & Kool Shen)
- 2004 : Scène de bâtard - 2e titre de l'album Les chemins de la dignité
- 2004 : De Park Hill à 91 Pise (Avec Raekwon) - 6e titre de l'album Les chemins de la dignité
- 2004 : Les chemins de la dignité - 4e titre de l'album Les chemins de la dignité
- 2004 : Avec Agression Verbale - Agression - titre tiré du DVD Interdit à la télé 2
- 2005 : Avec Factor X - Pom Pom Pom - 7e titre de l'album Le bon, la brut et le truand
- 2005 : Avec Factor X - Show, chaud!! - 10e titre de l'album Le bon, la brut et le truand
- 2005 : Avec Dany Dan - Crie mon nom (Remix) (avec Alibi Montana, Nubi & Sefyu) - 15e titre de l'album Ol'Kainry & Dany Dan
- 2006 : Triumph - 9e titre de l'album Ol'Kainry & Dany Dan
- 2006 : Avec Factor X - Break Dance Boogie - titre du troisième album de Factor X jamais sorti Parti de rien
- 2006 : Avec Factor X - Question II (avec Jerry Da Funkyla, Kimy et Antilop Sa)
- 2006 : Eskadron - On ouvre le bal (avec Nubi et Ol'Kainry)
- 2007 : Je peux dead (avec B-La) - 7e titre de l'album Demolition Man
- 2007 : Héros (avec Myma Mendhy) (Clip réalisé pour le film Les 4 Fantastiques et le surfeur d'argent)
- 2008 : Jamais - 9e titre de l'album Demolition Man
- 2008 : La peur au ventre (avec Valérie Delgado) - 6e titre de l'album Demolition man
- 2010 : La faucheuse - 7e titre du CD1 de l'album Iron mic 2.0
- 2010 : Phone Game (Avec Kennedy) - 4e titre du CD1 de l'album Iron mic 2.0
- 2010 : Tadatata' - 7e titre du CD2 de l'album Iron mic 2.0
- 2010 : Sexy, Legging & Louboutin - titre initialement présent mais retiré de l'album Iron mic
- 2010 : Au max (réalisé par Vins pour The walker ent.) - 1er titre du CD2 de l'album Iron mic 2.0
- 2010 : Questions universelles (réalisé par Dreamlife prod) - 12e titre du CD2 de l'album Iron mic 2.0
- 2010 : Avec Jango Jack - Pavanons-nous
- 2011 : Boug detere (avec Tito Prince) (réalisé par Adel Chaoui pour AC prod) - 3e titre du CD1 de l'album Iron mic 2.0
- 2011 : Au max 2.0 (réalisé par Optimalmedia) - 1er titre du CD1 de l'album Iron mic 2.0
- 2011 : Clac clac (avec B.O Digital, Tito Prince, Sofiane, Dosseh, James Izmad, Sam's, FTK, Ramon) (réalisé par Adel Chaoui pour AC prod) - 11e titre du CD2 de l'album Iron mic 2.0
- 2011 : Avec Youssoupha - Apprentissage (Remix) (avec Sinik, Médine, Tunisiano et Ol Kainry) - 11e titre de la digitape En noir et blanc (en attendant Noir désir)
- 2011 : Avec Jango Jack - Champagnons - 2e titre de l'album Soyons fous
- 2011 : Lygne 26 - U.M.P. (avec Ol'Kainry)
- 2011 : Lalcko - Powerfull (Remix) (avec Ol'Kainry, Atis & Youssoupha)
- 2012 : JSK - Bloody Mary (avec Ol'Kainry)
- 2012 : Avec Mista Bigi - Laisse-les s'emballer (prod by LG Stars)
- 2012 : Daron-Sta - Solution $ (avec Ol'Kainry)
- 2012 : La volonté du feu (réalisé par Adelio Menegatti pour Dreamlife Prod) - 2e titre de l'album Dyfrey
- 2012 : Nègre en selle (réalisé par Anthony Terror pour The Moon Prod) - 4e titre de l'album Dyfrey
- 2013 : Rétrofutur flow (avec Youssoupha) (réalisé par Anthony Terror pour The moon prod) - 10e titre de l'album "Dyfrey"
- 2013 : Freestyle "www.bougdyf-shop.com" (réalisé par Adel Chaoui pour AC prod) - Promo
- 2013 : M1Gro et Vensty - Les jaloux veulent m'allumer (avec Ol'Kainry)
- 2014 : Avec Dany Dan - Déglingos - 3e titre de l'album Ol'Kainry & Dany Dan - Saison 2
- 2014 : Avec Dany Dan - Freestyle #AlaMethod - 4e titre de l'album Ol'Kainry & Dany Dan - Saison 2
- 2014 : Avec Dany Dan - Freestyle #YoMTVRap - 7e titre de l'album Ol'Kainry & Dany Dan - Saison 2
- 2014 : Avec Dany Dan - Classic Shit (avec Busta Flex et Lino) - 6e titre de l'album Ol'Kainry & Dany Dan - Saison 2
- 2014 : Avec Battso - Avengers (Avec Ol Kainry, Nakk, S-Pi, Jango Jack, Demon One, Samm & Robs)
- 2016 : Rap torse nu
- 2016 : Clubber Lang